# Čjantang (reka)
Reka Čjantang, prej znana kot reka Hangčov in alternativno romanizirana kot reka Tsientang, je reka v vzhodni Kitajski. Pomembna komercialna arterija poteka 459 kilometrov skozi Džedžjang, poteka skozi glavno mesto province Hangdžou, preden se izlije v Vzhodnokitajsko morje preko zaliva Hangdžou južno od Šanghaja. Njeno prvotno ime, reka Dže ali Dže Džjang, je izvor imena province Džedžjang. Reka je skupaj z zalivom Hangdžou znana tudi po tem, kar domačini imenujejo srebrni zmaj, največji plimski val na svetu, pojav, kjer sprednji rob prihajajoče plime tvori val (ali valove), ki se lahko dvignejo do višine 9 metrov in potuje navzgor po reki ali ozkem zalivu z največjo hitrostjo 40 km/h v nasprotni smeri toka reke ali zaliva in ga je mogoče videti na milje daleč.

## Etimologija
Njen zgornji del v bližini meje Anhui–Džjangši je znan tudi kot reka Šin'an (新安, 'novo mirno'); njen srednji odsek skozi gore Džedžjang je znan tudi kot reka Fučun (富春江, 'Obilna izvirska reka'); in prejšnje ime njenega spodnjega dela - Dže (浙) ali 'Kriva reka' - je provinci Džedžjang dalo ime.
Zgodovinsko gledano je bila prvič dokumentirana v Klasiki gora in morja (山海经) kot reka Džedžjang (浙江), kasneje v Džuangzi (庄子) kot reka Dže (淛河) in v Klasiki vode (水經) kot reka Džjandžjang (漸江水). Vsa ta imena verjetno izvirajo iz starega jezika Jue izumrlih ljudstev Baijue. V zgodnjem 18. stoletju je slovar Kangši (康熙字典) obravnaval reko Džedžjang (浙江) kot 'Krivo reko' zaradi njenega krivega spodnjega dela in protitočnega plimovanja.
Izvor njenega sedanjega imena, reka Čjantang (钱塘江), dobesedno 'reka nasipa kralja Čiana', pa nima nobene zveze s kraljem Čianom iz Vujueja. Prej se je nanašal na spodnji del okrožja Čjantang (钱塘县, prejšnje ime mesta Hangdžou), pozneje v 20. stoletju pa se je začel sklicevati na vse odseke reke.

## Zgodovina
S kanalom Vzhodni Džedžjang je bil povezan s Šaošingom v spomladanskem in jesenskem obdobju in z Ningbojevo reko Jong v obdobju treh kraljestev. V času dinastije Sui je bil povezan s Velikim kanalom s Pekingom. Njeno sedanje ime izhaja iz velikega nasipa, ki ga je v bližini Hangdžoua zgradil Tang vojskovodja Qian Liu, ki je ustanovil kraljestvo Vujue v zgodnjem 10. stoletju.

## Kotlina
Reka Čjantang je ena največjih rek na jugovzhodni obali Kitajske. Teče skozi province Džedžjang, Anhui, Fudžjan, Džjangši, ki je največja reka v Džedžjangu. "Čjantang" se prvotno nanaša na ime reke pod vrati Hangdžoua, zdaj pa se nanaša na celotno porečje. Porečje reke Čjantang je na splošno bogato s padavinami z razvitim vodnim sistemom (skupaj 60 pritokov), ki je pernato porazdeljen. Če štejemo od severnega izvira (reka Šinan), je dolžina reke Čjantang 588,73 km. Če računamo od južnega izvira (reka Ču), je dolžina reke Čjantang 522,22 km. Glavne reke porečja Čjantang so reka Madžin, reka Čangšan, reka Ču, reka Lan, reka Šinan, reka Fučun in reka Čjantang.

## Hidrološke značilnosti
Na splošno je odtok reke Čjantang obilen. Vendar pa na vhodno vodo reke Čjantang močno vplivajo sezonske spremembe. Na splošno lahko odtok od aprila do junija zavzame približno 50 % celotnega letnega pretoka. Ker je dolina reke Čjantang v jugovzhodnem obalnem monsunskem podnebnem območju, so glavni vir odtoka atmosferske padavine. Odtok in padavine v rečni dolini kažejo očitno doslednost v regionalni porazdelitvi in letnih variacijah. Povprečni letni pretok je 2,905×1010 kubičnih metrov, povprečni letni pretok sedimenta pa 6,68×10^6 ton.  Poleg tega je letni odtok reke Čjantang in njenih pritokov pokazal znatne spremembe v številčnosti in suši.
Plimovanje je ena od pomembnih značilnosti reke Čjantang. Ker se je struga estuarija (zaliv Hangdžou) močno skrčila in dvignila, se obseg plimovanja med potjo poveča, kar povzroči močno deformacijo plimskih valov. Povprečni razpon plimovanja Dženhai na južnem bregu Vankou je bil 1,69 metra, povprečni razpon plimovanja Ganpu je bil 5,45 metra. Plimski tok v zalivu Hangdžou je plimski tok, ki se vrti v smeri urinega kazalca, hitrost pa je na splošno 15–20 m/s, severna obala pa je lahko do 3–4 m/s. Povprečni vhodni plimski tok postaje Ganpu je bil 18.850.000 kubičnih metrov na sekundo. Po drugi strani pa je rečna struga ob izlivu reke Čjantang široka in plitva ter tvori široko območje plimovanja. Pod vplivom sezonskega odtoka in plimovanja se struga lahko hitro močno deformira. Jeseni zaradi močnega plimovanja glavna kotanja niha vzdolž smeri naraščajočega vrha plime. V sezoni obilnega odtoka glavno korito niha v smeri oseke. Zaradi procesa glavnega nihanja korita se tla na plaži zlahka sesedejo in hitro umaknejo.

## Plimski val
Reka in zaliv Hangdžou sta znana po največjem plimskem valu na svetu. Najstarejša znana tabela plimovanja (1056 n. št.) je za reko Čjantang in je morda pomagala starodavnim popotnikom, ki so želeli videti znamenit plimski val. Plima, ki rine v rečno ustje iz zaliva, povzroča val, ki lahko doseže do 9 metrov višine in potuje s hitrostjo do 40 km na uro. Lokalno poznan kot srebrni (ali črni) zmaj, val vije mimo Hangdžoua in ogroža ladje v pristanišču.
Plimski val privablja turiste, kjer bi sredi 8. meseca luninega koledarja množice slavile val na »festivalu srebrnega zmaja« in na tisoče bi se postavilo na ulice in opazovalo plimski val, ki prihaja iz morja. Avgusta 2013 se je zaradi tajfuna Trami plimski val izkazal za močnejšega od pričakovanja, saj je dosegel več kot dvakratno običajno višino, ko se je prebil na poplavno pregrado, jo odnesel in poškodoval številne gledalce.
Bilo je poskusov surfanja po plimskem valu. V starodavni Kitajski je bilo jahanje na vrtincu pomemben obred, vendar je praksa obstajala le med dinastijo Song (960–1279) in je doseglo vrhunec v 12.–13. stoletju, preden je postalo prepovedano in izgubljeno v času. Starodavni deskarji so jahali valove kot del obreda, posvečenega bogu valov ali zmajskemu kralju in tudi zato, da bi zabavali cesarja. Vendar pa je praksa kasneje postala prepovedana, potem ko so uradniki kritizirali tetovirane deskarje ali nongchaoerje kot arogantne ljudi, ki zanemarjajo svoje družinske obveznosti. Prva oseba v moderni zgodovini, za katero je dokumentirano, da je jahala val, je bil Stuart Matthews iz Anglije, čigar rekord iz leta 1998 je bil jahanje vala 1,9 km. Nato je oktobra 2007 skupina mednarodnih deskarjev, ki jih je pripeljal Antony Colas, opravila več poskusov, pri čemer sta en val neprekinjeno jezdila Francoz Patrick Audoy in Brazilec Eduardo Bagé 1 uro in 10 minut, 17 km. Septembra 2008 je skupina ameriških deskarjev prepričala kitajsko vlado, da jim dovoli deskanje na delu reke.
Novembra 2013 je Red Bull organiziral prvo surf tekmovanje na reki, imenovano Qiantang Shoot Out. To je bilo tudi prvo tekmovanje te vrste v deskanju na plimskem valu, ki so jo poimenovali »najbolj nenavaden val na svetu«.

## Ekologija
Porečje reke Čjantang je bogato s tipi ekosistemov. Gozdni ekosistemi na zahodu in jugu, ki jih sestavljajo zimzeleni in listnati širokolistni gozdovi. Gozdni ekosistem z razširjenimi mokrišči ustvarja različne vrste. Vendar pa se je z razvojem industrije ekološko okolje v porečju reke Čjantang poslabšalo in erozija tal postaja resen problem. Čeprav je gozdna pokritost velika, je očiten trend uničenja in razdrobljenosti avtohtonih habitatov divjih živali, biotska raznovrstnost pa je ogrožena.

## Znamenitosti

### Plimski val reke Čjantang
Plimski val reke Čjantang je pomembna slikovita točka reke Čjantang. Na splošno je okoli 15. avgusta Luninega koledarja najboljši čas za opazovanje plimovanja. Takrat je lahko največji plimski val visok več metrov. Pred prihodom plime se v daljavi pokaže drobna bela pikica, ki se je v hipu spremeni v srebrno nit. Kasneje se bela črta ob spremljavi valov medlega grmenja vali do morja. V starodavnem Hangdžouju je bilo najboljše mesto za opazovanje gora Phoenix in območje Džjangan. Zaradi spremembe geografske lege, od dinastije Ming, je bil Haining, Hanguan prvo letovišče za opazovanje plimovanja, zato so ga imenovali tudi Haining plimski val.

### Rečni most Čjantang
Rečni most Čjantang, imenovan tudi prvi most čez reko Čjantang, ki ga je zasnoval kitajski strokovnjak za mostove Yisheng Mao, je dvonadstropni most čez reko Čjantang v mestu Hangdžou. Stoji na južnem koncu mesta Hangdžou in približno 700 metrov vzhodno od pagode Liuhe, med mostno postajo Nanšing na železnici Džedžjang-Džjangši. To je prvi dvonivojski železniški in avtocestni most, ki ga je načrtovala in zgradila Kitajska sama, kar je mejnik v zgodovini kitajskih mostov. Rečni most Čjantang je dolg 1453 metrov, širok 9,1 metra in visok 71 metrov. Zgornji del mostu je dvosmerna dvopasovna avtocesta s projektno hitrostjo 100 km/h, spodnji nivo pa enotirna železnica s projektno hitrostjo 120 km/h. Med drugo svetovno vojno so japonski zračni napadi prizadeli most. In potem je bil most čez reko Čjantang razstreljen samo do opornikov, da bi se uprli japonskemu napadu. Leta 1948 je bil popravljen.